# Мукачевский район
Мука́чевский райо́н (укр. Мука́чівський райо́н) — административная единица в западной части Закарпатской области Украины. Административный центр — город Мукачево.

## География

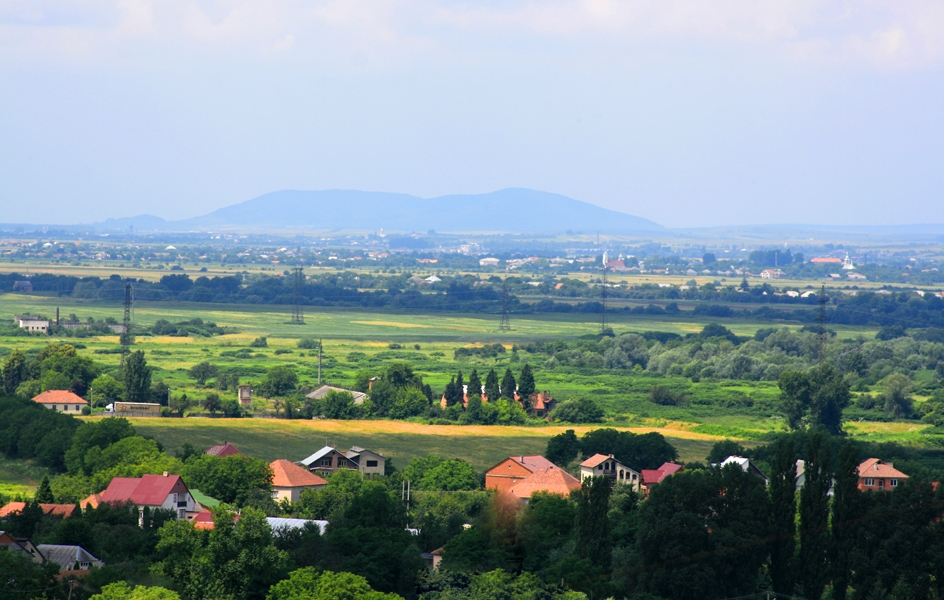
Ландшафт в Мукачевском районе

Площадь 2056,5 км².
Основные реки — Латорица, Коропец.
Район граничит на севере с Львовской областью, на юге — с Береговским, на западе — с Ужгородским, на востоке — с Хустским районами Закарпатской области.

## История
Район был образован в УССР в 1953 году.
17 июля 2020 года в результате административно-территориальной реформы район был укрупнён, в его состав вошли территории:
- Мукачевского района (за исключением Сернянского и Чомонинского сельских советов),
- Воловецкого района,
- Свалявского района (за исключением Березниковского и Керецковского сельских советов),
- Добробратовского и Негровского сельских советов Иршавского района,
- а также города областного значения Мукачево.

## Население
Численность населения района в укрупнённых границах — 254,6 тыс. человек.
Численность населения района в границах до 17 июля 2020 года по состоянию на 1 января 2020 года — 99 518 человек, из них городского населения — 11 060 человек, сельского — 88 458 человек.
По данным всеукраинской переписи населения 2001 года в районе проживало 101,4 тысяч человек (96,8 % по отношению к переписи 1989 года), из них украинцы (84 % от всего населения), венгры — 12,9 тысяч человек (12,8 %), цыгане — 1,3 тысячи человек (1,3 %), немцы — 0,9 тысяч (0,8 %), словаки — 0,2 тысячи человек (0,2 %).

## Административное устройство

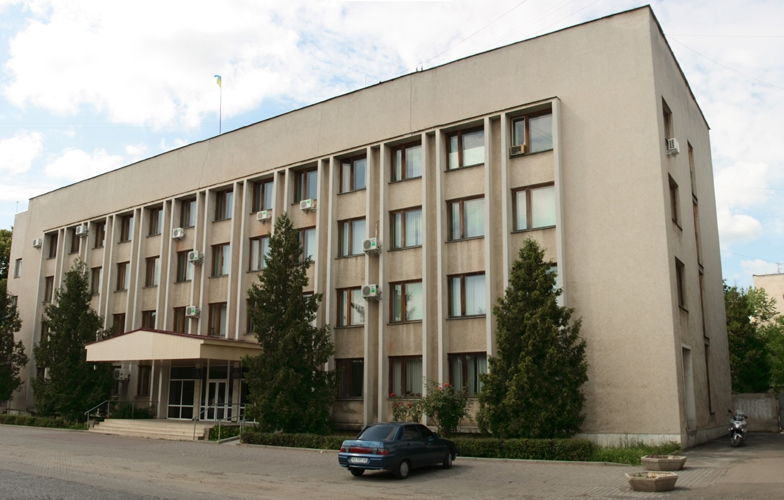
Здание районной администрации и районного совета Мукачевщины

Район в укрупнённых границах с 17 июля 2020 года делится на 13 территориальных общин (громад), в том числе 2 городские, 4 поселковые и 7 сельских общин (в скобках — их административные центры):
- Городские:
  - Мукачевская городская община (город Мукачево),
  - Свалявская городская община (город Свалява);
- Поселковые:
  - Воловецкая поселковая община (посёлок Воловец),
  - Ждениевская поселковая община (посёлок Ждениево),
  - Кольчинская поселковая община (посёлок Кольчино),
  - Чинадиевская поселковая община (посёлок Чинадиево);
- Сельские:
  - Великолучковская сельская община (село Великие Лучки),
  - Верхнекоропецкая сельская община (село Верхний Коропец),
  - Горондовская сельская община (село Горонда),
  - Ивановецкая сельская община (село Ивановцы),
  - Нелепинская сельская община (село Нелепино),
  - Нижневоротская сельская община (село Нижние Ворота),
  - Полянская сельская община (село Поляна).

### История деления района
Количество местных советов (рад) в старых границах района до 17 июля 2020 года:
- поселковых — 2
- сельских — 37

Количество населённых пунктов в старых границах района до 17 июля 2020 года:
- посёлков городского типа — 2
- сёл — 86

Всего — 88 населённых пунктов.